# Hjúki e Bil
Na mitologia nórdica, Hjúki (crescente) e Bil (decrescente), são duas crianças (irmão e irmã), filhos de Vidfinn, que seguiam o deus da Lua, Máni, pelos céus. Juntos representariam a personificação das fases da lua.
Segundo o mito, as crianças foram capturadas por Máni, quando se dirigiam para o poço Byrgir. Eles carregavam a água do poço Byrgir, com o balde de nome Saeg numa vara chamada Simul.
A sua existência é atestada nas fontes antigas, na Edda em prosa, de Snorri Sturluson.